# Božidar Sarăbojukov
Bozhidar Sarâboyukov, in bulgaro Божидар Саръбоюков? (Harmanli, 6 agosto 2004), è un lunghista e triplista bulgaro.

## Palmarès
| Anno | Manifestazione  | Sede        | Evento         | Risultato | Prestazione | Note        |
| ---- | --------------- | ----------- | -------------- | --------- | ----------- | ----------- |
| 2022 | Mondiali U20    | Cali        | Salto in alto  | Argento   | 2,10 m      | [ 1 ]       |
| 2022 | Mondiali U20    | Cali        | Salto in lungo | 11º       | 7,51 m      | [ 2 ] [ 3 ] |
| 2023 | Europei indoor  | Istanbul    | Salto in lungo | 4º        | 7,97 m      | [ 4 ]       |
| 2023 | Europei U20     | Gerusalemme | Salto in lungo | Argento   | 8,22 m      | [ 5 ]       |
| 2023 | Europei U20     | Gerusalemme | Salto triplo   | Argento   | 16,25 m     | [ 6 ]       |
| 2023 | Mondiali        | Budapest    | Salto in lungo | 21º (q)   | 7,74 m      | [ 7 ]       |
| 2024 | Mondiali indoor | Glasgow     | Salto in lungo | 11º       | 7,73 m      |             |
| 2024 | Europei         | Roma        | Salto in lungo | 6º        | 8,08 m      |             |
| 2024 | Giochi olimpici | Parigi      | Salto in lungo | 13º (q)   | 7,87 m      |             |
| 2025 | Europei indoor  | Apeldoorn   | Salto in lungo | Oro       | 8,13 m      |             |
| 2025 | Europei U23     | Bergen      | Salto in lungo | Argento   | 8,21 m      |             |

## Campionati nazionali
- 2 volte campione nazionale bulgaro nel salto in lungo (2022, 2023)
- 2 volte campione nazionale bulgaro indoor nel salto in lungo (2022, 2023)
- 1 volta campione nazionale bulgaro nel salto in alto (2022)
- 1 volta campione nazionale bulgaro nel salto triplo (2023)

2020
- Argento ai campionati bulgari indoor (Sofia), salto in alto - 2,04 m
- Bronzo ai campionati bulgari (Veliko Tarnovo), salto in alto - 2,00 m
- Bronzo ai campionati bulgari (Veliko Tarnovo), salto in lungo - 7,09 m

2022
- Oro ai campionati bulgari indoor (Sofia), salto in alto - 2,10 m
- Oro ai campionati bulgari indoor (Sofia), salto in lungo - 7,37 m
- Argento ai campionati bulgari (Veliko Tarnovo), salto in alto - 2,08 m
- Oro ai campionati bulgari (Veliko Tarnovo), salto in lungo - 7,38 m

2023
- Oro ai campionati bulgari indoor (Sofia), salto in lungo - 7,95 m
- Oro ai campionati bulgari (Veliko Tarnovo), salto in lungo - 7,86 m
- Oro ai campionati bulgari (Veliko Tarnovo), salto triplo - 16,19 m

## Altre competizioni internazionali
2022
- 8º ai campionati balcanici indoor ( Istanbul), salto in alto - 2,05 m
- 5º ai campionati balcanici indoor ( Istanbul), salto in lungo - 7,55 m
- 7º ai campionati balcanici ( Craiova), salto in lungo - 7,59 m

2023
- Bronzo ai Campionati europei a squadre, ( Chorzów), salto in lungo - 7,78 m